# Aldea en Cabo
Aldea en Cabo é um município da Espanha na província de Toledo, comunidade autónoma de Castilla-La Mancha, de área 25,55 km² com população de 201 habitantes (2004) e densidade populacional de 7,87 hab/km².

## Demografia
| Variação demográfica do município entre 1991 e 2004 | Variação demográfica do município entre 1991 e 2004 | Variação demográfica do município entre 1991 e 2004 | Variação demográfica do município entre 1991 e 2004 |
| --------------------------------------------------- | --------------------------------------------------- | --------------------------------------------------- | --------------------------------------------------- |
| 1991                                                | 1996                                                | 2001                                                | 2004                                                |
| 200                                                 | 193                                                 | 186                                                 | 201                                                 |